# Harlösa landskommun
Harlösa landskommun var en tidigare kommun i dåvarande Malmöhus län.

## Administrativ historik
Kommunen bildades i Harlösa socken i Frosta härad i Skåne när 1862 års kommunalförordningar trädde i kraft.
Vid kommunreformen 1952 uppgick kommunen i Löberöds landskommun som uppgick 1971 i Eslövs kommun.

## Politik

### Mandatfördelning i Harlösa landskommun 1938-1946
| 8 | 9 | 3 |

| 20 |

| 8 | 9 | 3 |

| 20 |

| 8 | 4 | 8 |

| 20 |